# Sophie Ellis-Bextor
Sophie Michelle Ellis-Bextor (London, 10. travnja 1979.) britanska je pjevačica i kantautorica. Glazbom se počela baviti krajem devedesetih godina 20. stoljeća, kad je pjevala u indie rock-sastavu Theaudience. Poslije raspada te skupine posvetila se samostalnoj karijeri. U pjesmama kombinira elemente popa i dancea s obilježjima disca, nu-disca i elektroničke glazbe iz osamdesetih godina 20. stoljeća.
Godine 2000. objavljena je pjesma „Groovejet (If This Ain't Love)”, koju je snimila u suradnji s talijanskim DJ-em Spillerom i koja je dosegla prvo mjesto na britanskoj ljestvici singlova. Ta je pjesma petnaest godina poslije u Ujedinjenom Kraljevstvu postala najprodavaniji singl na gramofonskoj ploči objavljen tog tisućljeća. Debitantski joj je album Read My Lips objavljen 2001. i dosegao je drugo mjesto na britanskoj ljestvici albuma. Britanska fonografska industrija dodijelila joj je dvostruku platinastu ploču nakon što je taj uradak prodan u više od 1,5 milijuna primjeraka diljem svijeta. Tri singla objavljena s tog albuma – obrada pjesme „Take Me Home” pjevačice Cher, „Murder on the Dancefloor” i „Get Over You / Move This Mountain” – ušla u prva tri mjesta britanske glazbene ljestvice singlova. Drugi album Shoot from the Hip (2003.) dosegao je 19. mjesto na britanskoj ljestvici albuma, a s njega su objavljena dva singla koja su ušla u prvih deset mjesta ljestvice singlova: „Mixed Up World” i „I Won't Change You”.
Njezin treći studijski album Trip the Light Fantastic (2007.) dosegao je sedmo mjesto na britanskoj ljestvici albuma, a glavni singl „Catch You” ušao je u prvih deset mjesta na ljestvici singlova u istoj državi. Četvrti studijski album Make a Scene (2011.) i „Bittersweet”, treća pjesma objavljena kao singl s tog uratka, ušli su u prvih 40 mjesta glazbenih ljestvica u Ujedinjenom Kraljevstvu. Nakon što je potpisala ugovor s Cooking Vinylom, u suradnji s producentom Ed Harcourt snimila je tri povezana uratka; bliskoistočnom narodnom glazbom nadahnut peti album Wanderlust (2014.), šesti album Familia (2016.) inspiriran latinoglazbom i sedmi album Hana (2023.), kojem pjesme obilježava utjecaj japanske glazbe. Ellis-Bextor ponovno je stekla slavu nakon što se pjesma „Murder on the Dancefloor” pojavila u filmu Saltburn iz 2023.; ta je pjesma naknadno dosegla drugo mjesto na britanskoj ljestvici singlova. Osmi studijski album Perimenopop objavit će u rujnu 2025. u suradnji s diskografskom kućom Decca Records.

## Rane godine
Ellis-Bextor rođena je 10. travnja 1979. u Londonu. Majka joj je Janet Ellis, voditeljica BBC-jevih dječjih emisija Blue Peter i Jigsaw, a otac joj je Robin Bextor, filmski producent i redatelj; razišli su se kad je imala četiri godine. U djetinjstvu se povremeno pojavljivala u Blue Peteru sa svojom majkom.
Pohađala je osnovnu školu St. Stephen's School u Twickenhamu, a potom je pohađala privatnu školu Godolphin and Latymer School u Hammersmithu. Među najranijim su joj javnim nastupima oni s dječjom opernom organizacijom W11 Opera, s kojom je počela surađivati kad joj je bilo 13 godina. Danas je pokroviteljica te organizacije.

## Karijera

### Theaudience (1996. – 1999.)
Godine 1996. posvetila se glazbenoj karijeri pjevajući u indie rock-sastavu Theaudience. Skupina je objavila četiri singla, među kojima su i pjesme „I Know Enough (I Don't Get Enough)” i „A Pessimist Is Never Disappointed”, koje su ušle u prvih četrdeset mjesta britanske ljestvice singlova, i studijski album theaudience  iz 1998. Glazbene spotove objavljene uz singlove režirao je njezin otac. Dok je bila u grupi, u anketi časopisa Melody Makera proglašena je petom „najseksepilnijom osobom u [svijetu] rocka”.
Theaudience se razišao 1999. nakon što je diskografska kuća Mercury Records odbila podržati snimanje drugog studijskog albuma i raskinula ugovor sa sastavom. Ellis-Bextor u međuvremenu je snimila pjesmu „Black Holes for the Young” sa skupinom Manic Street Preachers, koja je objavljena na drugoj strani singla „The Everlasting” (1998.) te skupine. Također je gostovala na američkoj inačici albuma Out of Here (2000.) grupe Departure Lounge.

### Read My LipsiShoot from the Hip(2000. – 2006.)
Godine 2000. pjevala je na pjesmi „Groovejet (If This Ain't Love)” talijanskog DJ-a Spillera. Dosegla je prvo mjesto na britanskoj ljestvici singlova i prestigla „Out of Your Mind”, prvu pjesmu na kojoj je pjevala Victoria Beckham bez ostalih članica sastava Spice Girls. Časopis Melody Maker proglasio ju je singlom godine. Pjesma je također bila nominirana za nagradu Record of the Year, a na dodjeli nagrada Ericsson Muzik Awards osvojila je nagradu za najbolji singl i najbolju pjesmu za Ibizu.
Iduće je godine objavila debitantski studijski album Read My Lips. Dosegao je drugo mjesto na britanskoj ljestvici albuma, a četiri pjesme na njemu objavljene su kao singlovi. Drugo su mjesto na ljestvici singlova dosegle njezina obrada pjesme „Take Me Home” pjevačice Cher i potom pjesma „Murder on the Dancefloor”, koja je postala njezin najuspješniji singl i koja je na ljestvicama bila šesnaest tjedana. „Murder on the Dancefloor” postala je najslušanija pjesma 2002. u Europi. Godine 2002. album je reizdan uz dvije nove pjesme i koncertnu inačicu pjesme „Groovejet”, a Ellis-Bextor proglašena je glazbenicom godine na dodjeli nagrada Showbusiness Awards. Njezin je treći singl „Get Over You / Move This Mountain” izdan u lipnju 2002. i dosegao je treće mjesto na britanskoj ljestvici singlova. Četvrti singl „Music Gets the Best of Me” u prosincu je te godine zauzeo četrnaesto mjesto na toj ljestvici. Ellis-Bextor te je godine prvi put nominirana za nagradu BRIT za najbolju britansku glazbenicu, a za tu je nagradu naknadno nominirana još dvaput zaredom.
Njezin drugi studijski album Shoot from the Hip objavljen je u listopadu 2003., a „Mixed Up World” i „I Won't Change You”, dvije pjesme objavljene s njega, ušle su u prvih deset mjesta na britanskoj ljestvici singlova. Sam je album zauzeo 19. mjesto na britanskoj ljestvici albuma i zbog više od 60 000 prodanih primjeraka Ellis-Bextor nagrađena je srebrnom pločom. Izjavila je da je taj uradak „emocionalno izravniji” i „povremeno čudniji” od Read My Lipsa te da „više podsjeća na koncert”. Budući da je u to vrijeme zatrudnjela, nije se posvetila promidžbi albuma.
Godine 2005. pojavila se na Busfaceovoj pjesmi „Circles (Just My Good Time)” pod pseudonimom Mademoiselle E.B.

### Trip the Light FantasticiMake a Scene(2007. – 2011.)
Trip the Light Fantastic, njezin treći album, objavljen je u svibnju 2007. i dosegao je sedmo mjesto na britanskoj ljestvici albuma. Tri pjesme s tog uratka objavljene su kao singlovi: „Catch You”, koja je dosegla osmo mjesto u Ujedinjenom Kraljevstvu; „Me and My Imagination”, koja je dosegla dvadeset i treće mjesto u istoj državi; i „Today the Sun's on Us”, koja je zauzela 64. mjesto. Pjesma „If I Can't Dance” prvotno je također trebala biti objavljena kao singl, no to se naposljetku nije dogodilo.
Podržala je Georgea Michaela na njegovoj britanskoj turneji u lipnju 2007. Njezina je turneja Trip the Light Fantastic Tour trebala početi u kolovozu te godine, no odgodila ju je nakon što ju je Take That pozvao da mu se pridruži na turneji Beautiful World Tour, koja je počela u listopadu 2007. Izjavila je da će stoga njezina turneja početi u ožujku 2008. i da će sve kupljene ulaznice vrijediti i na tim koncertima. Turneja se na kraju nikad nije održala. U listopadu 2008. pjevala je na skupu Keep the Promise na Trafalgar Squareu kojim se pozivalo na dokidanje dječjeg siromaštva.
U lipnju 2009. gostovala je na pjesmi „Heartbreak (Make Me a Dancer)” sastava Freemasons, koja je dosegla 13. mjesto na britanskoj ljestvici singlova. Idućeg je mjeseca sa ženskim skupinama The Saturdays i Girls Can't Catch nastupila na iTunes Festivalu, koji se održao u Roundhouseu u Londonu. Njezin je nastup na tom festivalu snimljen i objavljen na uratku Sophie Ellis-Bextor: iTunes Live in London, njezinu prvom EP-u. Pjesma „Bittersweet”, koju je napisala sa skupinom Freemasons i Hannom Robinson, izdana je u svibnju 2010. i dosegla je 25. mjesto na britanskoj ljestvici singlova. U kolovozu te godine u Europi je objavljena njezina suradnja s DJ-em Arminom van Buurenom pod imenom „Not Giving Up on Love”. Te se godine pojavila i na singlu Juniora Caldere „Can't Fight This Feeling”. U srpnju 2010. podržala je sastav Pet Shop Boys na britanskom dijelu turneje Pandemonium Tour.
U svibnju 2011. objavila je singl „Starlight”, a Make a Scene, njezin četvrti studijski album, objavljen je u lipnju 2011. iako ga je dovršila godinu dana prije; prije objave uratka raskinula je ugovor s diskografskom kućom Universal Music Group kako bi pokrenula vlastitu kuću EBGBs. Izjavila je da je odlučila prekinuti suradnju s Universalom nakon što je predsjednik Fascination Recordsa, Universalove podružnice s kojom je potpisala ugovor poslije objave pjesme „Bittersweet”, napustio položaj. Make a Scene nazvala je „pravim [dance-albumom]” u usporedbi sa svim ostalim njezinim uradcima i izjavila je da nakon njega namjerava snimiti „posve drukčiji album”.
U lipnju 2011. podržala je synth-pop-sastav Erasure na turneji Total Pop!, koja se odvijala u različitim šumovitim krajevima Ujedinjenog Kraljevstva. Nakon toga otišla je na vlastitu međunarodnu turneju i nastupila je, između ostalog, na festivalu SoulNation u Jakarti te u australskim gradovima Sydneyu i Melbourneu. U studenome te godine objavljena je njezina suradnja s francuskim DJ-em Bobom Sinclarom pod naslovom „F__ with You”, koja je naknadno uvrštena na njegov album Disco Crash i koja je postala hit u europskim klubovima. U srpnju 2012. u Francuskoj je objavljena njezina suradnja „Beautiful” s DJ-em Mathieuom Bouthierom.

### Wanderlusti suradnje (2012. – 2014.)
U svibnju 2011., mjesec dana prije objave Make a Scenea, Ellis-Bextor otkrila je da radi na pjesmama za peti studijski album. U rujnu 2012. izjavila je da surađuje s britanskim pjevačem i producentom Edom Harcourtom na „EP-u ili kraćem albumu". Dva mjeseca poslije nastupila je na dobrotvornom koncertu u Londonu i premijerno je izvela pjesmu „Young Blood”. Demoinačica te pjesme mogla se besplatno preuzeti s njezinih stranica u ožujku 2013. u znak zahvale obožavateljima. U svibnju te godine Ellis-Bextor izjavila je da je dovršila album, a naknadno je otkriveno da mu je naslov Wanderlust.
Pjesma „Young Blood” službeno je objavljena kao singl u studenome 2013. te je dosegla treće mjesto na britanskoj ljestvici nezavisnih singlova i 34. mjesto na općoj ljestvici singlova. Wanderlust, objavljen u siječnju iduće godine, zauzeo je četvrto mjesto na britanskoj ljestvici albuma i prvo mjesto na ljestvici nezavisnih albuma, ali i deveto mjesto na škotskoj ljestvici albuma. U siječnju je Ellis-Bextor podržala objavu albuma rasprodanim koncertom u Bush Hallu u Londonu, a u travnju je nastupila u Union Chapelu u istom gradu. Potom je otišla na britansku turneju, tijekom koje je održala deset koncerata; posljednji koncert održala je u travnju 2014. u Glasgowu.
Te je godine surađivala s Guénom LG-jem i Amirom Afarganom na pjesmi „Back 2 Paradise”, objavljenoj u lipnju. Ta je pjesma krajem 2014. dosegla 25. mjesto na Billboardovoj ljestvici Dance/Club Chart. Ellis-Bextor potom je pjevala na pjesmi „Only Child” glazbenog projekta DedRekoning, objavljenoj u rujnu 2014.

### FamiliaiThe Song Diaries(2015. – 2019.)
U siječnju 2015. izjavila je da piše pjesme za šesti studijski album i da ponovno surađuje s Edom Harcourtom. U siječnju iduće godine na Instagramu je izjavila da je napisala posljednju pjesmu za projekt, a na YouTube je postavila videozapis koji prikazuje snimanje albuma.
Komentirala je da je uradak, koji je nazvala Familia, nadahnuo put u Sjevernu Ameriku, pogotovo posjet Meksiku, i da je stilski sličniji njezinim ranijim uradcima. Spomenula je i da je htjela snimiti „nešto što zvuči španjolski ili talijanski” te da se pojedine pjesme nadovezuju na neke s Wanderlusta. Uradak je objavljen u rujnu 2016. i dosegao je 12. mjesto na britanskoj ljestvici albuma. Nijedna pjesma s albuma objavljena kao singl nije se pojavila na većim ljestvicama singlova. Nakon što je krajem 2015. privremeno obustavila glazbeni rad kako bi mogla roditi dijete, dvije godine poslije vratila se nastupima uživo – uglavnom na manjim koncertnim prostorima u Ujedinjenom Kraljevstvu.
Krajem 2017. najavila je album najvećih hitova ponovno snimljenih s orkestrom. Početkom iduće godine otkriveno je da je naslov tog uratka The Song Diaries i da sadrži izbor pjesama iz cijele karijere, od uradaka s Theaudienceom do albuma Familia uz jednu novu pjesmu. Omot albuma izradio je David Downtown. „Love Is You”, prvi singl objavljen s tog uratka, zapravo je disco-pjesma koju je prvo izvela Carol Williams i koja je semplirana na pjesmi „Groovejet”. Ta je skladba objavljena u kolovozu 2018. The Song Diaries objavljen je u ožujku 2019. i dosegao je 14. mjesto na britanskoj ljestvici albuma.

### Songs from the Kitchen Disco(2020. – 2023.)
Godine 2020., za vrijeme zatvaranja zbog pandemije koronavirusa u Ujedinjenom Kraljevstvu, Ellis-Bextor uživo je na Instagramu prenosila koncerte pod nazivom „Kitchen Disco” koje je jednom tjedno s obitelji izvodila u svojoj kuhinji. Dana 24. lipnja 2020. pokrenula je tjedni podcast pod imenom Spinning Plates with Sophie Ellis-Bextor na kojem intervjuira zaposlene majke. Među gošćama bile su Fearne Cotton, Caitlin Moran, Myleene Klass, Róisín Murphy i njezina majka Janet Ellis.
Dana 16. srpnja 2020. najavila je da će objaviti album najvećih hitova Songs from the Kitchen Disco. Objavi uratka prethodio je singl „Crying at the Discotheque”, obrada pjesme skupine Alcazar koju je izvodila na koncertima u rujnu 2020. Tu je pjesmu uživo otpjevala u emisiji The Graham Norton Show 31. prosinca 2020.
U ožujku 2022. otišla je na britansku turneju, a u studenome te godine objavila je koncertni album Kitchen Disco – Live at the London Palladium, snimljen na toj turneji. U srpnju 2022. objavila je pjesmu „Hypnotized” u suradnji s producentom Wuhom Ohom.

### HanaiPerimenopop(2023. – 2025.)
U siječnju 2023. Ellis-Bextor s australskim je duom Rhyme So obradila pjesmu „Deep in Vogue” Malcolma McLarena. Mjesec dana poslije objavila je pjesmu „Breaking the Circle”, glavni singl s njezina sedmog studijskog albuma Hana, objavljena 2. lipnja 2023. Album je dobio ime po japanskoj riječi za „cvat” ili „cvijet”. Izjavila je da je album nadahnuo put u Japan, na koji je otišla prije pandemije koronavirusa. Treći je projekt na kojem je surađivala s Edom Harcourtom.
U srpnju te godine potvrđeno je da će surađivati s filmskim skladateljem Davidom Arnoldom i tekstopiscem Donom Blackom te s njima snimiti pjesmu za film Mogov Božić, koji se temelji na slikovnicama Judith Kerr. Ta pjesma, čiji je naslov „As Long as I Belong”, govori o tome koliko je „važno pripadati”. Ellis-Bextor također je gostovala na pjesmi „Immortal” glazbenog projekta Lufthaus koji predvodi Robbie Williams; ta se pjesma nalazi na debitantskom studijskom albumu projekta Visions, Volume 1, objavljenu 6. listopada 2023.
Njezina pjesma „Murder on the Dancefloor” pojavila se u posljednjoj sceni filma Saltburn iz 2023. Ta se pjesma potom ponovno pojavila na britanskoj ljestvici singlova, na kojoj je zauzela drugo mjesto, a na Staru godinu na Spotifyu je preslušana više od 1,4 milijuna puta. Ellis-Bextor također se i prvi put pojavila na Billboardovoj ljestvici Hot 100; na toj joj je ljestvici pjesma dosegla 51. mjesto. Godina 2024. bila joj je najuspješnija godina u karijeri po broju nastupa; održala ih je ukupno 110.
Dana 1. veljače 2024. potvrđeno je da će Ellis-Bextor u kolovozu te godine nastupiti na festivalu Valley Fest 2024 u Chew Magni. Istog je mjeseca pjevačica najavila i da će od svibnja do lipnja 2024. otići na svoju prvu američku turneju. U lipnju 2024. najavila je da će zbog uspješnog prvog dijela turneje u rujnu otići na drugu američku turneju.
Poslije ponovnog uspjeha „Murder on the Dancefloor” Ellis-Bextor ponovno je potpisala ugovor s Universal Music Groupom. Njezin osmi studijski album Perimenopop bit će objavljen 12. rujna 2025., a objavi uratka prethode singlovi „Freedom of the Night”, „Relentless Love” i „Vertigo”.
U svibnju 2025. bila je glasnogovornica Ujedinjenog Kraljevstva na Pjesmi Eurovizije 2025. zamijenivši u toj ulozi Ncutija Gatwu, koji se povukao zbog „nepredviđenih okolnosti”.

## Ostali projekti
Godine 2001. otišla je na audiciju za ulogu Satine u filmu Moulin Rouge!. Šest godina poslije pojavila se u božićnoj epizodi „Close Encounters of the Herd Kind” animirane serije Jelen Robbie. U toj je epizodi posudila glas izvanzemaljki koja na kraju priče pjeva „Supersonic”, posljednju pjesmu sa svojeg trećeg studijskog albuma Trip the Light Fantastic. U studenome te godine pokrenula je i program za zelenije škole pod pokroviteljstvom npowera; cilj te inicijative bio je omogućiti besplatne energetske preglede, uvesti prilagođene mjere za smanjivanje ugljičnog otiska te poučiti učenike kako mogu biti više ekološki osviješteni. Također je pokrenula i kampanju „Lights Out London” u suradnji s radijskom postajom Capital 95.8; cilj te kampanje bio je potaknuti Londonce da na sat vremena gase svjetla u kući kako bi sačuvali 750 megavata energije i svijetu poslali poruku o važnosti klimatskih promjena.
Godine 2008. pojavila se u kraćem mjuziklu The Town That Boars Me fotografa Bena Charlesa Edwardsa. U tom se mjuziklu pojavljuju i Jodie Harsh, Kelly Osbourne i Zandra Rhodes. Film je premijerno prikazan na Portobello Film Festivalu. Iste je godine podržala kampanju dječje dobrotvorne udruge The Children's Society potičući ljude da se prijave na internetsku stranicu Hundreds and Thousands of Childhood Memories i ondje doniraju svoju omiljenu uspomenu iz djetinjstva. U svibnju 2008. bila je jedan od modela kozmetičke tvrtke Rimmel. Njezina pjesma „Sophia Loren” pojavila se u televizijskoj reklami Rimmel Londona za kozmetičke proizvode u seriji „Sexy Curves”. Glumila je Verdijevu braniteljicu u seriji Vizionari BBC World News o klasičnoj glazbi. Krajem 2013. sudjelovala je u 11. sezoni televizijskog plesnog natjecanja Strictly Come Dancing; na tom je natjecanju plesala s Brendanom Coleom i zajedno su zauzeli četvrto mjesto u završnici.
U rujnu 2014. Pretty Polly, trgovina ženskim čarapama, najavila je da je Ellis-Bextor posudila najnovije „lice i noge” njezinoj marki i da će surađivati s trgovinom u dizajniranju odjeće i modeliranju. U ožujku 2019. bila je statistica u trećoj epizodi osme sezone Igre prijestolja pod imenom „Duga noć”. U srpnju 2020. pokrenula je podcast Spinning Plates kojemu su tema majke i njihova zanimanja. Iste se godine natjecala u drugoj sezoni televizijske emisije Masked Singer kao Alien (Izvanzemaljka).
Godine 2021. napisala je autobiografiju Spinning Plates: Music, Men, Motherhood and Me.
U listopadu 2021. otkriveno je da će se pojaviti u australskoj sapunici Neighbours, u epizodi čija će se radnja odvijati u Londonu. Dana 16. studenoga 2021. okušala se u plesnom izazovu „Kitchen Disco Danceathon” koji je trajao 24 sata i kojim je prikupljala novac za dobrotvornu organizaciju Children in Need. Za tu je organizaciju uspjela prikupiti više od milijun funti. U prosincu 2022. sklopila je partnerstvo s Vodafoneom i na posebnom božićnom koncertu u Londonu predstavila je njegov proizvod Pro II Broadband.
U listopadu 2023. pridružila se žiriju emisije RuPaul's Drag Race UK kao gošća u epizodi „Club Bangers” koju je prikazivao BBC Three.

## Privatni život
Ellis-Bextor upoznala je svojeg supruga Richarda Jonesa, basista skupine the Feeling, kad je 2002. otišao na audiciju za članove njezina koncertnog sastava. Prvo im se dijete rodilo dva mjeseca prerano, samo osam mjeseci nakon početka veze. Dana 25. lipnja 2005. Ellis-Bextor i Jones vjenčali su se u vili Palazzo Terranova nedaleko od Citte di Castello u Italiji. Roditelji su petero sinova.
Za vrijeme prvih dviju trudnoća Ellis-Bextor patila je od preeklampsije (povišenog krvnog tlaka), zbog čega su joj oba djeteta rođena prerano. Predstavnica je Bornea, dobrotvorne organizacije za medicinska istraživanja koja istražuje razloge prijevremenog rođenja. Također je predstavnica dječje dobrotvorne organizacije Lumos za djecu, koja se zalaže za prestanak institucionalizacije djece diljem svijeta, i organizacije mothers2mothers, koju čine žene koje pružaju zdravstvenu pomoć obiteljima u svojoj zajednici.
Za vrijeme izbora za Europski parlament 2019. Ellis-Bextor podržala je stranku Change UK. Njezin otac Robin Bextor bio je kandidat te stranke u izbornoj jedinici South East England.

## Nagrade i nominacije
| Godina | Organizacija                         | Nominacija                                       | Nagrada                                       | Ishod      |
| ------ | ------------------------------------ | ------------------------------------------------ | --------------------------------------------- | ---------- |
| 1999.  | NME Awards                           | Theaudience                                      | Najbolji novi sastav                          | Nominacija |
| 2000.  | The Record of the Year               | "Groovejet"                                      | Snimka godine                                 | Nominacija |
| 2000.  | Smash Hits Poll Winners Party        | "Groovejet"                                      | Najbolja dance-pjesma                         | Nominacija |
| 2000.  | Ericsson Muzik Awards                | "Groovejet"                                      | Najbolji singl                                | Pobjeda    |
| 2000.  | Ericsson Muzik Awards                | "Groovejet"                                      | Najbolja pjesma za Ibizu                      | Pobjeda    |
| 2001.  | Brit Awards                          | "Groovejet"                                      | Najbolji britanski singl                      | Nominacija |
| 2001.  | DanceStar Awards                     | "Groovejet"                                      | Svjetska snimka godine po izboru Capital FM-a | Pobjeda    |
| 2002.  | Music Television Awards              | Ona sama                                         | Najbolji novi izvođač                         | Nominacija |
| 2002.  | Music Television Awards              | Ona sama                                         | Najbolji plesni nastup                        | Nominacija |
| 2002.  | MTV Europe Music Awards              | Ona sama                                         | Najbolji plesni nastup                        | Nominacija |
| 2002.  | Variety Club of Great Britain Awards | Ona sama                                         | Nagrada za glazbenika                         | Pobjeda    |
| 2002.  | Pop Factory Awards                   | Ona sama                                         | Najbolja izvedba u Pop Factoryju              | Nominacija |
| 2002.  | Brit Awards                          | Ona sama                                         | Britanska glazbenica                          | Nominacija |
| 2003.  | Brit Awards                          | Ona sama                                         | Britanska glazbenica                          | Nominacija |
| 2003.  | ECHO Awards                          | Ona sama                                         | Najbolja međunarodna prinova                  | Nominacija |
| 2003.  | Hungarian Music Awards               | Read My Lips                                     | Najbolji strani dance-album                   | Pobjeda    |
| 2003.  | APRA Music Awards                    | „Murder on the Dancefloor”                       | Najizvođenije strano djelo                    | Nominacija |
| 2003.  | Top of the Pops Awards               | Ona sama                                         | Najiritantniji glas                           | Nominacija |
| 2003.  | Top of the Pops Awards               | Ona sama                                         | Pop-snob                                      | Pobjeda    |
| 2004.  | Brit Awards                          | Ona sama                                         | Britanska glazbenica                          | Nominacija |
| 2007.  | Popjustice £20 Music Prize           | „Catch You”                                      | Najbolji britanski pop-singl                  | Nominacija |
| 2009.  | Love Radio Awards                    | Straight to the Heart Tour                       | Koncert godine                                | Nominacija |
| 2010.  | Popjustice £20 Music Prize           | „Bittersweet”                                    | Najbolji britanski pop-singl                  | Nominacija |
| 2011.  | International Dance Music Awards     | „Not Giving Up on Love” (s Arminom van Buurenom) | Najbolja komercijalna dance-pjesma            | Nominacija |
| 2011.  | International Dance Music Awards     | „Not Giving Up on Love” (s Arminom van Buurenom) | Najbolja trance-pjesma                        | Pobjeda    |
| 2014.  | AIM Independent Music Awards         | Ona sama                                         | Najbolji koncertni izvođač                    | Pobjeda    |
| 2014.  | UK Festival Awards                   | Ona sama                                         | Najbolji novi glazbenik                       | Nominacija |
| 2025.  | Music Week Awards                    | Ona sama                                         | Kampanja promidžbe kataloga                   | Nominacija |
| 2025.  | BMI Pop Awards                       | „Murder on the Dancefloor”                       | Najizvođenija pjesma                          | Pobjeda    |

## Članovi njezine skupine
- Phil Wilkinson – bubnjevi
- Richard Jones – bas-gitara
- Ciaran Jeremiah – klavijatura
- Seton Daunt – gitara
- Gita Langley – prateći vokal, violina

## Diskografija
Studijski albumi
- Read My Lips (2001.)
- Shoot from the Hip (2003.)
- Trip the Light Fantastic (2007.)
- Make a Scene (2011.)
- Wanderlust (2014.)
- Familia (2016.)
- Hana (2023.)
- Perimenopop (2025.)

## Knjige
- Spinning Plates: Music, Men, Motherhood and Me (2021.)

## Turneje
- Read My Lips Tour (2002. – 2003.)[123]
- Straight to the Heart Tour (2009. – 2010.)[124]
- Wanderlust Tour (2014.)[125]
- Familia Tour (2017.)[126]
- The Song Diaries Tour (2019.)[127]
- Kitchen Disco Tour (2022. – 2024.)[128]
- North American Tour (svibanj – rujan 2024.)[79][80]

Kao predizvođačica
- 25 Live (za Georgea Michaela) (2006.)[129]
- Beautiful World Tour (za Take That) (2007.)[130]
- Pandemonium Tour (za sastav Pet Shop Boys) (2010.)[131]
- Total Pop! Forest Tour (za Erasure) (2011.)[132]
- Summer 2019 (za Kylie Minogue) (2019.)[133]
- What the Future Holds Tour (za Steps) (2021.)[134]
- The Wild Dreams Tour (za Westlife) (2022.)
- This Life on Tour (za Take That) (2024.)[135]

## Vanjske poveznice

### Sestrinski projekti
|  | Zajednički poslužitelj ima još gradiva o temi Sophie Ellis-Bextor |

### Mrežna mjesta
- Službene stranice
- Sophie Ellis-Bextor na AllMusicu
- Sophie Ellis-Bextor na IMDb-u